# والرین کویبیشف
والرین ولادیمیرویچ کویبیشف (روسی: Валериа́н Влади́мирович Ку́йбышев) (زاده ۶ ژوئن ۱۸۸۸ – درگذشته ۲۵ ژانویه ۱۹۳۵) یک انقلابی بلشویک روس و سیاست‌مدار برجسته اهل اتحاد جماهیر شوروی بود.